# Tomohiro Matsunaga
Tomohiro Matsunaga (松永 共広 (Matsunaga Tomohiro?); 27 giugno 1980) è un lottatore giapponese, specializzato nella lotta libera.

## Palmarès

### Olimpiadi
- 1 medaglia:
  - 1 argento (Pechino 2008 nei 55 kg)

### Campionati asiatici
- 1 medaglia:
  - 1 oro (Jeju 2008 nei 55 kg)